# 泗阳县
泗阳县位于中国江苏省北部，为中国江苏省下辖县，现由宿迁市代管。位于淮海经济圈、长三角经济圈、沿大运河城镇轴交叉辐射区，被称为“泗水古国”、“意杨之乡”，有“平原林海，世外桃源”之美誉。縣人民政府駐众兴街道北京中路16號。
泗陽古今名片是“泗水古都、美酒之都、林海綠都”，有着5000年的文明史和2200多年的建城史。泗陽縣為中國唯一的“楊樹之鄉”。

## 历史沿革
泗阳历史悠久，具有5000多年的文明史、2000多年的建县史，南北文化在这里融合。西汉时期这里曾两度作为诸侯王的封地，是西汉泗水国的都邑，前后历时134年。境内五代王陵星罗棋布，2002年，南京博物馆考古研究所对泗水王陵进行了考古发掘，出土了一大批珍贵的历史文物。

### 秦朝
泗阳历史悠久，变制纷繁，建制始于周而定于秦，从西周建厹犹国开始，至今已三千余年。秦统一中国，施行郡县制，在今泗阳境内设置凌县，此为泗阳建城史发端。

### 汉朝
西汉时，凌县改为厹犹。汉武帝元鼎元年（公元前116年）建泗阳县；元鼎四年（公元前113年）在泗阳、凌县、于县等地设置泗水国，国都设在凌城（今众兴街道境内凌城村）。作为泗水河畔重要的诸侯国，泗水王国历123年五代六王，留下辉煌灿烂的西汉文化。

### 南北朝
汉后战乱频仍，泗阳建置名称多变，三国时期称魏阳，晋置宿豫，南北朝时，宿豫县属齐北徐州，治在今泗阳东南境，泗水西侧，淮水北面。

### 唐宋
唐朝改宿豫为宿迁，泗阳境属之。金兴定二年（1218年）以宿迁桃园镇溢以淮浦（今涟水）地置淮滨县，治桃园镇（今泗阳县城厢街道），属泗州，旋废。

### 元朝
元中统二年（1261年）复置淮滨县，至元十三年（1276年）改称桃园县，属淮安府，不久改“桃园”为“桃源”。“桃源”一名沿用六百多年，直至民国。有“夭桃千顷、翠柳万行”之美景。

### 明清
明属南直隶，清顺治二年（1645年）改明南直隶为江南省，属淮安府。康熙六年（1667年）改属江苏省，为淮安府桃源县。

### 民国
民国三年（1914年），因与湖南省桃源县名相重，复改称泗阳县。民国二十八年（1939年）春，日军陷泗，县城被毁。民国二十九年（1940年），泗阳县抗日民主政权建立。为适应战争形势，泗阳与邻县部分地区分设泗沭、淮泗、泗阳、运河特区４个县级民主政权。民国三十三年（1944年）运河特区撤，民国三十五年（1946年）9月12日国军第七军攻占泗阳，民国三十七年（1948年）7月11日华野2纵收复泗阳，民国三十七年（1948年）裁淮泗入泗阳，民国三十八年（1949年）五月泗沭与泗阳合，基本恢复原泗阳县建置，县政府设于众兴镇（今众兴街道），隶属淮阴专区（今淮安市）。

### 当代
1996年，隶属于淮阴的泗阳、沭阳、泗洪划归新设的地级宿迁市。2004年3月，泗阳县洋河镇、郑楼镇、中扬镇、仓集镇、屠园乡划入宿迁市宿城区管辖。经过多次区划调整，现今全县设3个街道（众兴街道、城厢街道、来安街道）、9个镇（三庄镇、爱园镇、卢集镇、王集镇、穿城镇、临河镇、新袁镇、李口镇、裴圩镇）、1个乡（庄圩乡）、2个乡镇级园区（泗阳农场、棉花原种场）。

## 地理

### 位置
泗阳县地处江苏北部腹地，介于东经118°20′—118°45′，北纬33°23′—33°58′之间，东界淮安市，南濒洪泽湖，西界宿迁市，北界沭阳县。县域总面积1418平方公里。其中，陆地面积998平方公里，占总面积的70.38%；水域面积420平方公里，占总面积29.62%。陆地面积中有可耕地70603公顷。

### 水系
黄河故道（古泗水）和京杭大运河自西北向东南贯穿泗阳全境，南面则濒临中国第四大淡水湖——洪泽湖。京杭大运河横穿东西50公里，成为天然“分水岭”，大运河以南，北高南低，河流皆流入洪泽湖，统属淮河水系；大运河以北，南高北低，河流属沂、沭水系。全县境内大小河道有30多条，总长近700公里。

### 地形
境内无山丘，属黄泛冲积平原。总地势西高东低，地面相对高度大多介于12米-17米之间。境内土壤分三个类型：潮土、砂礓土、黄棕壤土。潮土面积最大，分布最广，占总面积80%左右。土壤质量较差，中、低产田面积较大。

### 气候
境内气候温和，属北亚热带季风过渡性气候，光照充足，雨量充沛，无霜期长，四季分明。

## 人口
- 2013年，全县年末总户数27.27万户，户籍人口105.1831万人，其中：男性55.011万人，女性50.1721万人，城市化率达50.4%。

根據第七次全国人口普查數據顯示，截至2020年11月1日零時，泗陽縣常住人口為829562人。

## 行政区划
泗阳县下辖3个街道办事处、9个镇、1个乡：
众兴街道、城厢街道、来安街道、爱园镇、王集镇、裴圩镇、新袁镇、李口镇、临河镇、穿城镇、卢集镇、三庄镇、庄圩乡、棉花原种场和泗阳农场。
- 1996年前，属淮阴市（今淮安市）。
- 1996年7月，划属新设立的宿迁市。
- 1999年底，辖7个镇、21个乡，4个场圃。共有607个行政村、13个居委会。
- 2000年2月，撤销临河乡、城厢乡、李口乡，以其原辖区域设立临河镇、城厢镇、李口镇。
- 2000年5月，桃源乡、史集乡撤销并入众兴镇，葛集乡撤销并入来安乡，魏圩乡撤销并入王集镇，黄圩乡撤销并入裴圩镇，屠园乡前行、冯桥、解放、沙圩、西俞、二庄、周石七个村归洋河镇管辖，林柴场并入中扬镇，果树实验场并入爱园镇。
- 2000年7月，撤销中扬乡、穿城乡、高渡乡、郑楼乡、张家圩乡、卢集乡，以其原辖区域设立中扬镇、穿城镇、高渡镇、郑楼镇、张家圩镇、卢集镇。
- 2000年底，辖15个镇、7个乡。
- 2004年3月，泗阳将洋河镇、郑楼镇、中扬镇、仓集镇、屠园乡西南五镇划给宿迁市宿城区。
- 2004年底，辖12个镇、6个乡、2个场。
- 2005年8月，撤销城厢镇、来安乡，将其划归众兴镇，泗阳县设11个镇、5个乡、2个场、260个村（居）委会。
- 2012年1月，撤销来安、城厢、史集三个社区，设立来安街道办、城厢街道办、史集街道办。
- 至2014年，泗阳县辖11个镇、5个乡、3个街道、2个场。分别为：众兴镇、王集镇、新袁镇、临河镇、裴圩镇、爱园镇、李口镇、穿城镇、张家圩镇、高渡镇、卢集镇；庄圩乡、里仁乡、三庄乡、南刘集乡、八集乡；史集街道、城厢街道、来安街道；农场、棉花原种场。县政府驻地为众兴镇。
- 2020年7月，泗阳县经历了新一轮行政区划调整：撤销众兴镇、八集乡，设立城厢街道、众兴街道、来安街道（包括原八集乡全境）；撤销三庄乡，设立三庄镇；撤销爱园镇、里仁乡，设立新的爱园镇；撤销卢集镇、高渡镇，设立新的卢集镇；撤销王集镇、南刘集乡，设立新的王集镇；撤销穿城镇、张家圩镇，设立新的穿城镇；将原众兴镇的杨集、林苗圃、大兴3个居委会划归临河镇管辖。 泗阳县在2012年设立的史集街道废。至此，泗阳县下辖3个街道、9个镇、1个乡和2个场。

## 经济及社会发展

### 概述
- 2014年，全县实现地区生产总值328.06亿元；财政总收入60.71亿元，公共财政预算收入30.05亿元，税收占比达84.4%；三次产业比重调整为14.7：52.6：32.7；省定全面小康25项指标，核心指标全面达标；城镇居民人均可支配收入达20143元、农民人均现金收入达11680元。
- 2014年，全县实现社会消费品零售总额81.68亿元。全县规模以上工业实现增加值136.8亿元，全县规模以上工业企业实现利税63.26亿元，全县工业企业实现主营业务收入549.13亿元，全县工业用电量为12.6亿千瓦时，全县实现工业固定资产投资202.5亿元。
- 2019年，全县实现地区生产总值501.44亿元，较上一年增长7.4%；财政总收入73.44亿元，一般公共预算收入25.75亿元，税收占比81.08%；城镇居民人均可支配收入29964万元，农村居民人均可支配收入18138万元。[3]

- 2020年，全县年末总户数272663户，户籍人口1060141人，其中：男性554742人，女性505399人。
- 2020年，全县实现地区生产总值528.53亿元，增长4.2%；财政总收入86.29亿元，同比增长17.5%；全县居民人均可支配收入25764元，比上年增长5.9%，城镇居民人均可支配收入31342元，比上年增长4.6%；农村居民人均可支配收入19462元，比上年增长7.3%。[4]

### 商业区
- 人民路商圈

雨润广场、锦都银座、哥伦布广场、振兴商贸城、财富广场
- 淮海路商圈

大润发
- 上海路商圈

金三角、机电城、黄金广场
- 城南商圈

红星美凯龙

## 交通

### 公路
泗阳境内开通并规划建设有多条高速公路和省道,公路交通比较便捷且路况较好。
- 淮徐高速
- 泗宿高速  近期规划建设
- 343国道过境。
- 245省道
- 325省道
- 303省道
- 330省道  近期规划建设
- 267省道  近期规划建设
- 347省道  近期规划建设

### 水运
泗阳境内主要水路为京杭大运河、洪泽湖，京杭大运河泗阳港拥有8个2000吨级泊位,年吞吐能力300万吨。港口距离中心城区约5公里，距离拥有客货运的泗阳火车站约7公里，距离最近的高速公路出入口约3公里，洪泽湖卢集渔港可停泊200艘以上渔船进港作业、避风。水运是泗阳最为传统的运输方式，在煤炭、石材等大宗物资运输方面起到重要作用。

### 铁路
宿宿淮铁路、徐宿淮盐城际铁路、新长铁路经过泗阳境内，宿宿淮铁路为普铁，以货运为主客运为辅，徐宿淮盐城际铁路为客运专线，运行动车组，二者在泗阳城区设有泗阳站，该站建成于2014年。新长铁路在泗阳庄圩乡设有庄圩站，只办理货运，该站建成于1995年。

### 航空
泗阳境内没有自有机场，主要利用周边城市机场，包括淮安涟水机场，距离约50公里，徐州观音国际机场，距离约100公里，均有高速公路直达。

### 公共交通

#### 公交车
至2014年，泗阳有公交线路40余条，另有旅游公交线路“游1”路，为双层旅游大巴，线路函盖泗阳城区大部分景点；

#### 出租车
至2014年，泗阳运营的出租车约400辆，车型以索纳塔为主，到2015年将增加至500辆；

#### 公共自行车
泗阳是苏北第一个建设城市公共自行车系统的县级城市，为倡导“绿色低碳环保”出行方式，满足群众的出行需要，2012年一期60个站点，投放公共自行车1300辆，设立了1个管理服务中心和1个车辆调度维修中心，2013年二期新增30个站点，投放公共自行车500辆，使用范围覆盖了整个泗阳城区。

## 特产
洋河大曲酒、新袁羊肉、穿城大饼、泗阳膘鸡、朝牌、三庄金针菜、卢集大米、洪泽湖青虾、螃蟹和龙虾、云渡桃雕。